# Vanderhoof (British Columbia)
Vanderhoof ist das geographische Zentrum von British Columbia, Kanada. Die Stadt liegt im Nechako Valley am Yellowhead Highway und ist umgeben von ertragreichem Farmland und ausgedehnten Wäldern. Sie liegt in einer Höhe von 674 m über dem Meeresspiegel. Nächstgelegene Stadt ist Prince George, 60 km östlich von Vanderhoof.
Die Zuerkennung der kommunalen Selbstverwaltung für die Gemeinde erfolgte am 22. Januar 1926 (incorporated als Village Municipality). Der Status der Gemeinde änderte sich im Laufe der Zeit und seit dem 31. Dezember 1982 hat Vanderhoof den Status einer Kreisgemeinde (District Municipality).

## Bevölkerung
Der Zensus im Jahr 2011 ergab für die kleine Gemeinde eine Bevölkerungszahl von 4.480 Einwohnern. Die Bevölkerung der Stadt hatte dabei im Vergleich zum Zensus von 2006 um 10,2 % zugenommen, während die Bevölkerung in der Provinz British Columbia gleichzeitig um 7,0 % anwuchs.

## Klima
Die Durchschnittstemperaturen liegen im Juli bei 16,5 °C und im Winter bei −12,5 °C.

## Wirtschaft
Die traditionell auf natürlichen Ressourcen basierende Wirtschaft entwickelt sich langsam. Sie wird weiterhin auf Forst- und Landwirtschaft, aber auch auf Tourismus aufbauen. Das solide Wachstum im Handwerk mit internationalen Exporten schafft ein gesundes Wirtschaftsklima.
Das Durchschnittseinkommen der Beschäftigten aus Vanderhoof lag im Jahr 2006 bei 22.283 C $, während es in der Provinz British Columbia 24.867 C $ betrug.

## Verkehr
Vanderhoof hat mit dem Yellowhead Highway einen schnellen Zugang zum eisfreien Pazifikhafen in Prince Rupert. In östlicher Richtung führt der Highway nach Winnipeg. 5 km nördlich der Stadt liegt der Flughafen Vanderhoof.
Zusätzlich ist die Gemeinde an ein überregionales Netz von Busverbindungen angeschlossen, welches von BC Bus North betrieben wird. Die Gemeinde liegt an der Verbindung Prince Rupert–Smithers–Prince George. Mit Stand 2020 sind in diesem Netz insgesamt 34 Gemeinden und Siedlungen im zentralen und nördlichen British Columbia verbunden.
Der öffentliche Personennahverkehr wird regional durch das „Bulkley Nechako Regional Transit System“ angeboten, welches von BC Transit betrieben wird. Das System beinhaltet auch Verbindungen zwischen Prince George, Burns Lake und Smithers, mit Haltestellen in den Gemeinden zwischen diesen Orten.

## Ausflugsziele
Die Umgebung von Vanderhoof ist im Frühling und Herbst ein bekannter Rastplatz für Gänse auf ihren jährlichen Wanderungen. Ungefähr 80 km südwestlich der Stadt befinden sich die Cheslatta Falls, wo der Cheslatta River in den Nechako River mündet. Das Heritage Village Museum informiert seine Besucher über die Geschichte der Stadt in den Pioniertagen. Vielerorts laden ertragreiche Fischgründe zum Fischen ein.